# She's Not There
«She's Not There» (en español - "Ella no está ahí") es el sencillo debut de la banda de rock británica The Zombies, escrita por el tecladista Rod Argent. Alcanzó la posición No.12 en la lista UK Singles Chart en septiembre de 1964, y la posición No.1 en la lista de la revista Cashbox (No.2 en la lista Billboard Hot 100) en los Estados Unidos a comienzos de 1964. En Canadá, ocupó la segunda posición.
La revista Rolling Stone ubicó a "She's Not There" en el puesto n.º 297 de su lista "Las 500 mejores canciones de todos los tiempos". La canción ha sido interpretada por una gran cantidad de bandas y artistas como Santana, Vanilla Fudge y Mahogany Rush, entre otros.

## Personal
- Colin Blunstone – voz principal y coros
- Rod Argent – piano eléctrico Hohner Pianet
- Paul Atkinson – guitarra eléctrica
- Chris White – voz principal y coros, bajo
- Hugh Grundy – batería